# San José (La Paz)
San José (uit het Spaans: "Sint-Jozef") is een gemeente (gemeentecode 1212) in het departement La Paz in Honduras.
Het dorp ligt aan de rivier San Antonio, dicht bij de berg El Pacayal.

## Bevolking
De bevolking is als volgt verdeeld:
| Vrouwen | 4757 | 52,6% |
| Mannen  | 4290 | 47,4% |

## Dorpen
De gemeente bestaat uit vier dorpen (aldea), waarvan het grootste qua inwoneraantal: La Florida (code 121204).

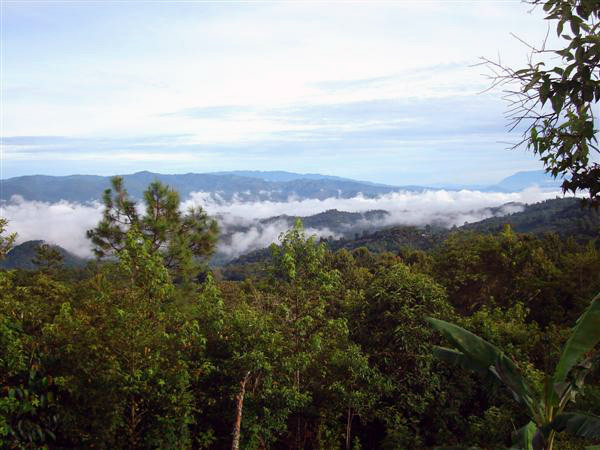
Landschap in de buurt van Pedernales